# Lane cake
 (octobre 2021).
Pour les articles homonymes, voir Lane.
Un Lane cake, aussi connu sous les noms de prize cake ou Alabama Lane cake, est un gâteau cuit au four à base de bourbon, traditionnel dans le Sud des États-Unis. Selon le spécialiste de l'alimentation Neil Ravenna, l'inventeur était Emma Rylander Lane, de Clayton, en Alabama, qui a gagné le premier prix avec ce gâteau à la foire du comté de Columbus, en Géorgie. Elle l'a appelé prize cake lorsqu'elle a publié à compte d'auteur un livre de cuisine, A Few Good Things to Eat, en 1898. La recette qu'elle a publiée comprenait des raisins secs, des noix de pécan et de la noix de coco et demandait que les couches soient cuites dans des moules à tarte recouverts de papier brun non graissé plutôt que dans des moules à gâteau.
Le Lane cake est parfois confondu avec le Lady Baltimore cake, qui est également un gâteau aux fruits chargé de liqueur, mais dont le pedigree est différent. Dans le Sud, on trouve souvent le Lane cake lors des réceptions, des dîners de fête ou des fêtes de mariage.

## Histoire
Le gâteau a la réputation d'être difficile à faire, mais ce n'est plus aussi vrai qu'autrefois. Lorsque la recette a été créée, il n'y avait pas de batteurs sur socle ni de batteurs électriques à main, et même les batteurs à œufs à manivelle n'étaient pas disponibles partout, ce qui signifiait beaucoup de travail pour battre les blancs d'œufs en pics mous et mousseux. Les fours à bois de l'époque n'avaient pas de thermostats, ce qui rendait difficile la production d'un gâteau blanc. Les noix de pécan, les raisins secs et la noix de coco devaient être coupés à la main ou, plus souvent, passés dans un hachoir à viande.
Les recettes du Lane cake varient car de nombreux cuisiniers du Sud des États-Unis qui le préparaient pour des occasions spéciales gardaient farouchement leurs recettes. Certains cuisiniers chanceux utilisent une recette transmise de génération en génération, tandis que beaucoup d'autres se fient à de vagues instructions et à diverses sources pour tenter de recréer la tradition familiale.
Lise Ode, boulangère à Atlanta et originaire de l'Alabama, a écrit sur cette tentative et partage la recette qu'elle a créée sur son blog. Le chef professionnel Tori Avey inclut une recette du Lane cake sur son site web, avec des photos de chaque étape. Bien qu'il soit difficile de trouver un exemplaire du livre de cuisine original d'Emma Rylander Lane ou de l'édition révisée publiée en 1989, Some Good Things to Eat, la recette peut être trouvée dans de nombreux livres de cuisine plus anciens. L'un de ces livres de cuisine, The Purefoy Hotel Cook Book publié à Talladega, Alabama en 1953, a été numérisé et peut être consulté sur la Digital Public Library of America. La recette du Lane cake figure aux pages 123-124.